# Julian Jordan
Julian Jordan, pseudonimo di Julian Dobbenberg (Apeldoorn, 20 agosto 1995), è un disc jockey e produttore discografico olandese.

## Carriera
Jordan iniziò a pubblicare le proprie tracce online già da giovanissimo. Nel 2012, all’età di 16 anni, firmò un contratto con la nota etichetta discografica Spinnin' Records, mentre ancora doveva terminare gli studi. Tramite Spinnin' rese subito disponibili brani come Rock Steady, Ramcar, Aztec e le collaborazioni con Sander van Doorn, Martin Garrix e twoloud rispettivamente per Kangaroo, Bfam e Rockin. Prima del termine del contratto, avvenuto nel 2016, Julian pubblicò Rage con Firebeatz e nuovamente con Sander van Doorn. Il 4 aprile 2016 uscì Pilot su Revealed Recordings, l'etichetta di Hardwell.
Nel periodo di contratto della Spinnin', Julian divenne amico di Garrix con il quale, oltre al già citato Bfam, pubblicò Welcome e Glitch, approdando anche sulla sua etichetta, la STMPD.

### Top 100 DJ Magazine
Classifica annuale stilata dalla prestigiosa rivista DJ Magazine:
- 2015: #130[1]
- 2016: #128[2]
- 2017: #94
- 2018: #106[3]
- 2019: #93
- 2020: #71
- 2021: #66

## Discografia

### EP
- 2018 – Goldkid

### Singoli
- 2011 – Colette
- 2012 – Travel B
- 2012 – Lynxed
- 2012 – Rock Steady
- 2012 – Oxford (con TV Noise)
- 2012 – Kangaroo (con Sander van Doorn)
- 2012 – Bfam (con Martin Garrix)
- 2013 – Ramcar
- 2013 – Aztec
- 2014 – Up in This!
- 2014 – Slenderman
- 2014 – Rockin (con twoloud)
- 2014 – Angels X Demons
- 2015 – The Takedown
- 2015 – Blinded by the Light
- 2015 – Rage (con Sander van Doorn e Firebeatz)
- 2015 – Lost Words
- 2015 – Feel the Power (con Stino)
- 2016 – All Night
- 2016 – Pilot
- 2016 – Rebound
- 2016 – A Thousand Miles (feat. Ruby Prophet)
- 2016 – Midnight Dancers
- 2016 – Memory
- 2016 – Welcome (con Martin Garrix)
- 2017 – Always (con Choco)
- 2017 – Say Love (con SJ)
- 2017 – Saint
- 2017 – Chinook
- 2017 – Light Years Away (con Tymen)
- 2017 – Night of the Crowd (con Steff da Campo)
- 2018 – Ghost
- 2018 – Zero Gravity (con Alpharock)
- 2018 – Attention (con Timmy Trumpet)
- 2018 – Never Tired of You
- 2018 – Tell Me the Truth
- 2018 – Glitch (con Martin Garrix)
- 2019 – Backfire (con Seth Hills)
- 2019 – Oldskool
- 2019 – To the Wire
- 2019 – Bassline
- 2019 – Next Level
- 2020 – Oh Lord (con Daijo)
- 2020 – Love You Better (feat. Kimberly Franses)
- 2020 – Destination
- 2020 – Without You (con Brooks)
- 2020 – Nobody Knows
- 2020 – Badboy (feat. TITUS)
- 2020 – Boss

### Remix
- 2012 – LIGHTS – Banner (Julian Jordan Remix)
- 2012 – Sander van Doorn, Mayaeni – Nothing Inside (Julian Jordan Remix)
- 2012 – Labyrinth – Treatment (Julian Jordan Remix)
- 2012 – DJ Fresh feat. RaVaughn – The Feeling (Julian Jordan Remix)
- 2012 – Neil Davidge, Sander van Doorn – To Galaxy (Julian Jordan Remix)
- 2012 – Matt Nash, Dave Silcox – Praise You (Julian Jordan Remix)
- 2017 – Armin van Buuren - This Is a Test (Julian Jordan Remix)
- 2017 – Martin Garrix feat. Troye Sivan – There for You (Julian Jordan Remix)
- 2018 – LNY TNZ feat. Laurell & Mann – After Midnight (Julian Jordan Remix)
- 2019 – Martin Garrix e Matisse & Sadko feat. Michel Zitron – Hold On (Julian Jordan Remix)